# Salaria economidisi
Salaria economidisi é uma espécie de peixe da família Blenniidae.
É endémica da Grécia.
Os seus habitats naturais são: lagos de água doce.
Está ameaçada por perda de habitat.